# Cardiosace triphaenoides
Cardiosace triphaenoides là một loài bướm đêm trong họ Noctuidae.